# Caterina da Genova
Caterina Fieschi Adorno, nota come Caterina da Genova (Genova, 5 aprile 1447 – Genova, 15 settembre 1510), è stata una mistica e veggente italiana, ricordata soprattutto per le sue opere di misericordia verso i poveri e gli ammalati e per le sue esperienze mistiche con le anime purganti.
Il 16 giugno 1737 è stata proclamata santa da papa Clemente XII; è conosciuta anche con il titolo di Dottoressa del purgatorio per essere stata l'autrice del Trattato del purgatorio.

## Biografia
Caterina faceva parte del nobile casato dei Fieschi. Il padre era Giacomo Fieschi, patrizio genovese, discendente di papa Innocenzo IV e viceré di Napoli per breve tempo ; la madre si chiamava Francesca di Negro . Ultima di cinque figli, venne educata secondo i parametri della nobiltà del tempo, studiando non solo i classici latini e greci, ma anche Dante, Petrarca e Jacopone da Todi, oltre che i trattatisti religiosi del tempo.
Il 13 gennaio 1463 Caterina sposò Giuliano Adorno, acquisendo così il cognome del marito. La famiglia di Caterina aveva lottato a lungo contro gli Adorno per il predominio sulla città e si era giunti a una tregua proprio tramite questo matrimonio di convenienza tra Caterina e il giovane Adorno. La coppia non ebbe figli e poco si sa di questi primi anni. Dopo aver trascorso i primi dieci anni in una condotta di vita spensierata e mondana, Caterina venne colta da una conversione religiosa, testimoniata ufficialmente con la sua visione mistica del 20 marzo 1473 ; alla sua conversione fece subito seguito quella del marito. Essi cambiarono completamente vita, andarono ad abitare in una modesta casa nei pressi dell'ospedale di Pammatone ed il marito entrò nel terzo ordine francescano. La vita mistica di Caterina fu molto intensa e ne restano a testimonianza due scritti: il Dialogo spirituale e il più famoso Trattato del purgatorio, nei quali, con parole semplici, cercò di spiegare la sua esperienza mistica. La sua vita e i suoi insegnamenti furono studiati dal barone Friedrich von Hügel nell'opera The Mystical Element of Religion (1908). Accanto a questa vita spirituale Caterina visse una intensa attività di servizio verso i più poveri ed ammalati. Nel 1489 divenne direttrice dell'ospedale, fatto molto raro per le donne del tempo e vera fonte di ispirazione per il rinnovamento della Chiesa cattolica di allora. Durante questa attività si ammalò anche di peste, che colpì la città dal 1493, malattia da cui guarì.
Per opera di uno dei suoi discepoli più stretti, Ettore Vernazza, sorse a Genova il cosiddetto "Ridotto", ovvero il primo ricovero per malati gravi e incurabili; fu madrina della figlia di Ettore, Battistina Vernazza, venerabile della Chiesa Cattolica.
Morì nella notte fra il 14 e 15 settembre 1510, e venne sepolta a Genova nella chiesa della Santissima Annunziata di Portoria, oggi più nota come chiesa di Santa Caterina da Genova. Nel 1628 venne scelta come patrona della città di Genova, e scelta che venne confermata solennemente nel 1684. Il 6 aprile 1675 viene proclamata beata da Papa Clemente X e il 16 giugno 1737 santa da papa Clemente XII. Nel 1943 Papa Pio XII la qualifica patrona secondaria degli ospedali italiani.
La famiglia Adorno darà ancora tre significativi esponenti alla Chiesa cattolica: il venerabile Giovanni Agostino Adorno, fondatore dell'Ordine dei chierici regolari minori; il dotto barnabita venerabile Celso Adorno, padre spirituale di Carlo Emanuele I, duca di Savoia, deceduto ad Asti in odore di santità nel 1604, e la venerabile suor Cherubina Adorno, monaca delle Grazie, prozia del venerabile Agostino Adorno.

## Pensiero

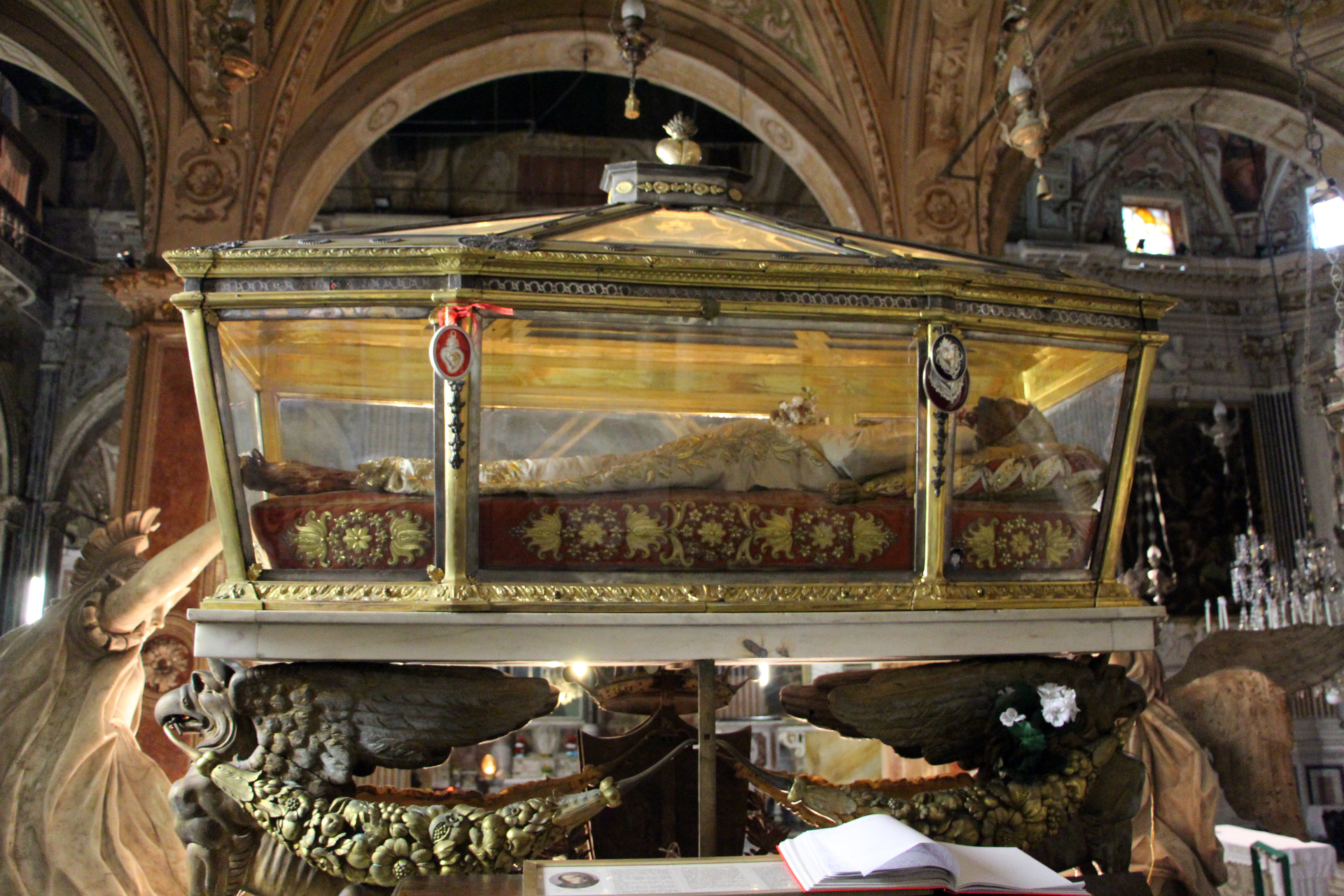
Il mausoleo di santa Caterina a Genova.

Il pensiero di Caterina si concentra principalmente sul purgatorio ed è trattato nei suoi scritti mistici.  È caratterizzato da una visione innovativa rispetto alla concezione del suo tempo, quando il purgatorio era concepito perlopiù come uno spazio fisico. Caterina lo descrive invece come un fuoco interiore, un’esperienza di purificazione che avviene dentro l’anima. Questa visione si radica nella sua esperienza personale: il dolore per i peccati commessi, percepito in confronto all’infinito amore di Dio, diventa il fuoco che purifica l’anima. Lontana dalla rappresentazione dei tormenti ultraterreni, Caterina si concentra sulla crescita interiore dell’anima nel suo cammino verso la comunione con Dio, sottolineando come l’amore divino stesso sia la forza che purifica e trasforma. 
Caterina integra nella sua visione immagini e concetti della teologia mistica, come il "filo d’oro" di Dionigi Areopagita, che simboleggia il legame tra il cuore umano e Dio. Questo filo d’amore, purificando e attirando l’anima verso Dio, diventa guida e motore della vita spirituale. Caterina utilizza questa immagine per spiegare l’azione della luce divina sulle anime del purgatorio, che le purifica e le eleva verso la beatitudine divina.